# تافريا سيمفروبول
نادي تافريا سيمفيروبول الرياضي (بالأوكرانية: Спортивний клуб "Таврія") هو ناد كرة قدم أوكراني تأسس عام 1958 وتم حله عام 2022.

## الإنجازات
- الدوري الأوكراني الممتاز:(مره واحده): 1992
- كأس أوكرانيا:(مره واحده): 2010
- الدوري الأول الاتحاد السوفياتي:(مره واحده):1980
- بطولة جمهورية أوكرانيا الاشتراكية السوفياتية:(مرات 3):1973, 1985, 1987
- كأس جمهورية أوكرانيا الاشتراكية السوفياتية:(مره واحده):1974